# 베일 피트먼
베일 몽고메리 피트먼(Vail Montgomery Pittman, 1880년 9월 17일 ~ 1964년 1월 29일)는 미국의 정치인이며, 제32·33대 네바다주 상원의원, 제19대 네바다 부지사, 제19대 네바다 주지사였다.

## 학력
- 사우스 대학교 세와니
- 브라운 경영대학교

## 경력
- 1925 ~ 1929 제32·33대 네바다주 상원의원
- 1943.01 ~ 1945.07 제19대 네바다 부지사
- 1945.07 ~ 1951.01 제19대 네바다 주지사

## 역대 선거 결과
| 선거명      | 직책명        | 대수 | 정당   | 득표율 | 득표수   | 결과 | 당락               |
| ----------- | ------------- | ---- | ------ | ------ | -------- | ---- | ------------------ |
| 1942년 선거 | 네바다 부지사 | 19대 | 민주당 | 67.19% | 26,682표 | 1위  | 네바다 부지사 당선 |
| 1946년 선거 | 네바다 주지사 | 19대 | 민주당 | 57.42% | 28,655표 | 1위  | 네바다 주지사 당선 |
| 1950년 선거 | 네바다 주지사 | 20대 | 민주당 | 42.36% | 26,164표 | 2위  | 낙선               |
| 1954년 선거 | 네바다 주지사 | 20대 | 민주당 | 46.90% | 36,797표 | 2위  | 낙선               |